# Placówka Straży Celnej „Chorzele”

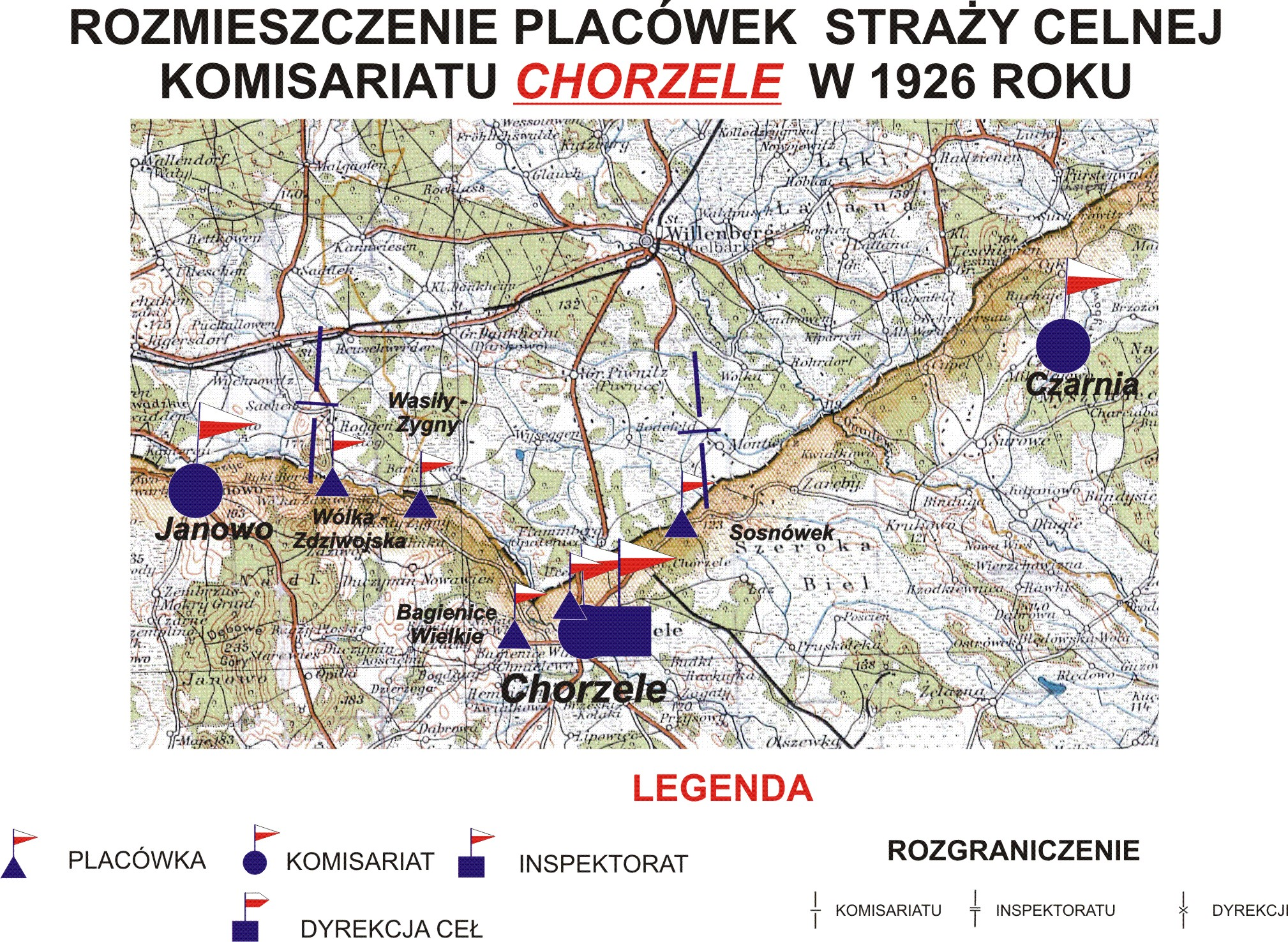
Rozmieszczenie placówek SC komisariatu "Chorzele" w 1926 roku

Placówka Straży Celnej „Chorzele” – jednostka organizacyjna Straży Celnej pełniąca w okresie międzywojennym służbę ochronną na granicy polsko-niemieckiej.

## Formowanie i zmiany organizacyjne
Na wniosek Ministerstwa Skarbu, uchwałą z 10 marca 1920 roku, powołano do życia Straż Celną. Od połowy 1921 roku jednostki Straży Celnej rozpoczęły przejmowanie odcinków granicy od pododdziałów Batalionów Celnych. W 1921 roku w Chorzelach stacjonował sztab 3 kompanii 1 batalionu celnego. 3 kompania celna wystawiła między innymi placówkę w Chorzelach. Proces tworzenia Straży Celnej trwał do końca 1922 roku. Placówka Straży Celnej „Chorzele” weszła w podporządkowanie komisariatu Straży Celnej „Chorzele” z Inspektoratu SC „Chorzele”.
W drugiej połowie 1927 roku przystąpiono do gruntownej reorganizacji Straży Celnej. W praktyce skutkowało to rozwiązaniem tej formacji granicznej. Ochronę północnej, zachodniej i południowej granicy państwa przejęła powołana z dniem 2 kwietnia 1928 roku Straż Graniczna.
Rozkazem nr 1 z 12 marca 1928 roku w sprawach organizacji Mazowieckiego Inspektoratu Okręgowego Naczelny Inspektor Straży Celnej gen. bryg. Stefan Pasławski określił strukturę organizacyjną komisariatu SG „Chorzele”. Placówka Straży Granicznej I linii „Chorzele” znalazła się w jego strukturze.

## Służba graniczna
Sąsiednie placówki
- placówka Straży Celnej „Sosnówek” ⇔ placówka Straży Celnej „Bagienice” − 1926[9][10]

## Funkcjonariusze placówki
Kierownicy placówki
| stopień    | imię i nazwisko, numer  | okres pełnienia służby | kolejne stanowisko |
| ---------- | ----------------------- | ---------------------- | ------------------ |
| przodownik | Franciszek Krause (316) | był w 1926             |                    |

Obsada personalna placówki w 1926:
- przodownik Franciszek Krause (316)
- starszy strażnik Marian Kacała (325)
- starszy strażnik Czesław Blach (1006)
- strażnik Leon Rynkus (51)
- strażnik Bolesław Zwolski (413)
- strażnik Julian Dylewski (496)
- strażnik Konstanty Ankiewicz (472)
- strażnik Tomasz Kopeć (585)
- strażnik Stanisław Kamiński (1029)
- strażnik Feliks Jankulski (405)
- strażnik Michał Chomiak (1056)
- strażnik Paweł Tchórzewski (1037)
- strażnik Fel. Aleksandrowicz (495)
- strażnik Bazyli Dereszyński (483)
- strażnik Józef Płóciennik (498)
- strażnik Józef Kownacki (1028)
- strażnik Wincenty Wegner